# Собченко, Вячеслав Георгиевич
Вячеслав Георгиевич Собченко (18 апреля 1949, Сталинабад, Таджикская ССР, СССР) — советский ватерполист, вратарь. Двукратный олимпийский чемпион, заслуженный мастер спорта СССР (1980). Заслуженный тренер России (1991).

## Биография
Окончил ВТУЗ при Московском автозаводе им. И. А. Лихачёва (1973), инженер.
Выступал за команды «Труд» (Москва) и ЦСК ВМФ (с 1975). Семикратный чемпион СССР (1975—1978).
Двукратный олимпийский чемпион (1972, 1980).
Победитель Кубка Европейских чемпионов (1976), Кубка обладателей Кубка Европы (1980, 1982), Суперкубка Европы (1976, 1980, 1982).
Награждён медалью «За трудовую доблесть». Член КПСС с 1978 года.